# D 330 (Türkei)
Die Straße D 330 (Devlet yolu 330) ist eine 917 km lange Straße in der Türkei.

## Verlauf
Die Straße führt in mehreren Abschnitten von Turgutreis an der Ägäisküste über Muğla, Isparta, Beyşehir, Konya nach Ereğli (Konya) und Niğde sowie von Göksun nach Elbistan und weiter zur Provinzgrenze von Malatya. Die Straße besteht aus insgesamt 20 Abschnitten.
Der Abschnitt D 330-01 beginnt in Turgutreis und führt über Bodrum nach Milas.

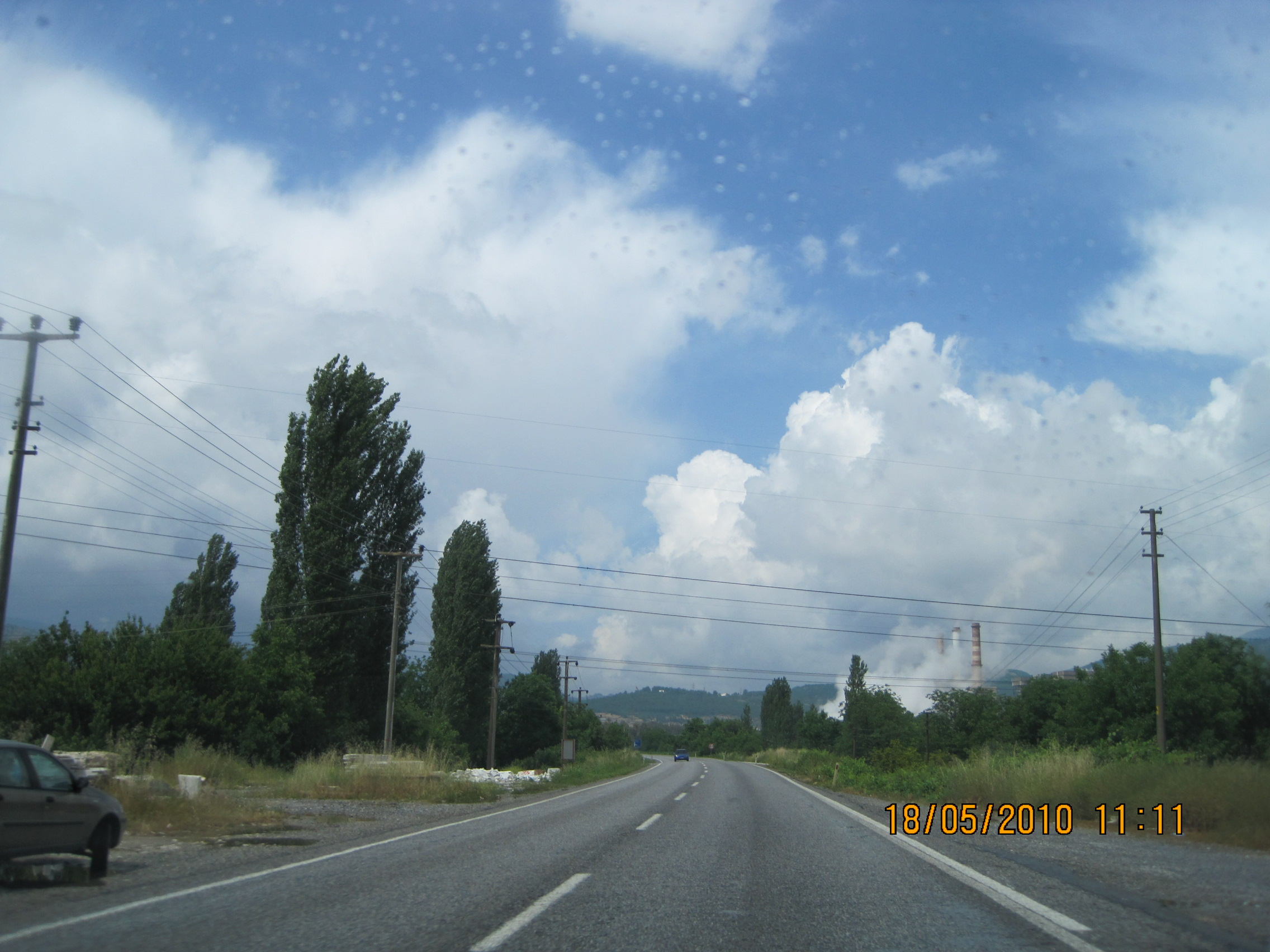
Die Straße bei Yatağan (Aufnahme 2010)

Der Abschnitt D 330-02 verläuft von Milas nach Yatağan (Muğla), wo er auf die Straße D 550 trifft.
Der Abschnitt D 330-03 führt von Muğla nach Kale (Denizli).
Der Abschnitt D 330-04 verbindet Kale mit Tavas, wo die D 585 auf ihn trifft.
Abschnitt D 330-06 verbindet, teilweise gleichlaufend mit der D 585 (Europastraße 87), Tavas mit Yeşilova. Dabei wird der See Salda Gölü berührt.
Abschnitt D 330-07 führt von Yeşilova in südlicher Richtung nach Karamanlı (Burdur).
Der Abschnitt D 330-08 setzt die Straße in nordöstlicher Richtung nach Burdur fort und berührt dabei den See Burdur Gölü. In Burdur trifft sie auf die Straße D 650.
Der Abschnitt D 330-09 bringt die Verbindung nach Isparta (Kreuzung mit der D 685) und die Fortsetzung nach Eğirdir am See Eğirdir Gölü.
Im Abschnitt D 330-10 setzt sich die Straße am Ostufer des Sees nach Nordosten fort, bis sie auf die D 695 trifft, und verläuft mit dieser unweit des Ostüfers des Beyşehir Gölü bis Beyşehir, wo sie sich von der D 695 trennt.
In den Anschnitten D 330-11 und D 330-12 führt die Straße zunächst nach Nordnordosten nach Yunuslar und weiter nach Osten nach Konya, wo sie die D 715 kreuzt. Der Abschnitt D 330-13 bildet die Umfahrung von Konya.
Abschnitt D 330-14 führt von Konya nach Osten nach Karapınar (Konya), während der Abschnitt D 330-15 die Fortsetzung nach Ereğli (Konya) bildet (Von Konya bis hier zugleich Europastraße 981), wo die Straße auf die D 350 trifft. Der Abschnitt D 330-16 bildet die Fortsetzung zur Straße D750 (Europastraße 90). Bon dieser zweigt die D 330 22 km weiter nördlich nach Osten ab und führt mit den Abschnitten D 330-17 und D 330-18 nach Bor (Niğde), wo sie auf die D 805 trifft.
Ebenfalls die Bezeichnung D 330 tragen die vom Rest der Straße deutlich getrennten Abschnitte D 330-19 und D 330-20, die von Göksun in der Provinz Kahramanmaraş über Elbistan über die Provinzgrenze zur Provinz Malatya führen und kurz hinder der Provinzgrenze an der D 300 enden.